# Abdullah Bayhum
Abdullah Bayhum —àrab: عبد الله بيهم, ʿAbd Allāh Bayhum— (1879-1962) fou un home d'estat libanès, sunnita, membre d'una família notable de musulmans sunnites. Va ser dues vegades primer ministre del Líban.

## Biografia

### Primer mandat
El 29 de març del 1934 el president Habib Pacha Es-Saad va aconseguir nomenar com a secretari d'estat al front del consell de directors generals a Abdullah Bayhum, fidel a França. La funció era de fet la d'un primer ministre. En aquest temps encara no s'havia establert que el primer ministre fos un musulmà (cosa que no va esdevenir habitual fins al gener de 1937). Fou confirmat el gener de 1935. Quan els francesos van veure assegurada l'elecció com a president d'Émile Eddé i van restaurar el sistema constitucional que havia de permetre l'elecció de president (el qual designava al primer ministre) el president Habib va deixar el càrrec i el 26 de gener de 1936 fou elegit Eddé, que el 30 de gener de 1936, va nomenar com a nou primer ministre a Ayoub Tabet cessant el consell de directors generals presidit per Bayhum.

### Segon mandat
A l'Orient Mitjà Gran Bretanya havia imposat en la seva zona de influència, tractats regulant les seves relacions amb els estats (Iraq i Egipte). Dins del Líban hi havia un fort grup partidari del sistema de tractats però el nou alt comissionat Gabriel Puaux, quan va arribar, va fer un discurs en que posava en relleu les virtuts del sistema de mandat i la conveniència de la protecció de França al Líban i Síria (11 de gener de 1939). Les tropes franceses a la zona foren incrementades (contràriament als acords internacionals) el que va fer millorar les expectatives dels contraris al sistema del tractat. Després d'un viatge a París, Puaux va fer una declaració (maig) que es va interpretar com a contrària a la independència de Síria provocant la caiguda del gabinet i de fet va suposar la supressió dels tractats entre França i els seus mandats. El juny Puaux va enviar el seu informe a París (llargament esperat) en que aconsellava la derogació del tractat amb Síria, el tancament del parlament i la formació d'un govern administratiu i no polític. El juliol l'alt comissionat va rebre carta blanca, va acceptar la dimissió del govern d'Hashim al-Atassi, va suspendre la constitució, va dissoldre el parlament i va formar un consell de directors presidit pel sirià d'origen libanès Bahij al-Khatib, oposat al Bloc Nacional Sirià. Des de març aquesta situació política s'havia estès també al Líban; el general Caillout, comandant de les forces franceses al Líban, en una carta al president francès Daladier, considerava que França havia d'imposar els seus interessos al país que en ser una creació artificial havia perdut estabilitat amb el sistema de tractat.
A meitat d'agost de 1939 Puaux va viatjar a París per tractat dels afers libanesos. Les seves mesures foren aprovades i se li va donar carta blanca; però la despolitització pretesa per Puaux suposava l'exclusió del poder d'Émile Eddé i Bishar al-Khoury, principals rivals en la lluita política; Eddé era favorable a França i la seva exclusió arriscava de provocar una pèrdua de prestigi a França; a més Eddé tenia el suport del ex alt comissionat general Weygand. Puaux va decidir que Eddé romandria president però amb els poders retallats, que el ferien gairebé una figura decorativa. Després del Pacte Germano-Soviètic del 23 d'agost de 1939 Puaux va retornar precipitadament a Beirut. Al esclatar la que seria la Segona Guerra Mundial, Puaux va reclamar a Síria i Líban posar a disposició de França tots els recursos del país per fer front a l'esforç de guerra. Partits de diverses tendències van donar suport a França, retardant breument les decisions de Puaux però com que el tractat a Síria ja havia estat suspès, no es podia mantenir la situació al Líban i per decret foren anul·lats els articles de la constitució referits als poder legislatiu i executiu. Abdullah Bayhum, considerat molt fidel al sistema de mandat, fou designat Secretari d'estat amb el funcionari francès Schoeffler com el seu conseller; un decret de l'alt comissionat reservava al president del país el nomenament dels alts funcionaris, els jutges i els membres dels serveis de seguretat, però en la pràctica aquests càrrecs els nomenava l'alt comissionat i els signava el president. Puaux considerava que Líban era un país amb pocs habitants per tenir complexos governs i que li calia un compacte Consell General per dirigir l'administració. El Partit Comunista Libanès, que podia dirigir les protestes, fou prohibit i el seu diari (Sawt al-Shab) tancat. Els líders comunistes i els del PPS (Partit Popular Sirià nom alternatiu del Partit Social Nacionalista Sirià) acusats de activitats favorables a l'Eix; i la repressió es va abatre molt especialment sobre el camp nacionalista (Nabih al-Azma cap del Comitè de Defensa de Palestina, membres d'al-Shahab al-Watani -Joventut Nacional, branca jove del Bloc Nacional Sirià- incloent el seu secretari general Sayf al-Din al-Mamun i membres de la Lliga d'Acció Nacional i del Partit Nacionalista Àrab).
La crisis econòmica provocada per la guerra va portar a manifestacions i aldarulls el març de 1941 i finalment el 4 d'abril el president Eddé i el primer ministre Bayhum van dimitir. Bayhum es va retirar i va morir anys després, el 1962.